# Edmond Picard (architecte)
Cet article concerne le combattant volontaire. Pour le jurisconsulte et écrivain belge, voir Edmond Picard.
Pour les articles homonymes, voir Picard (homonymie).
 (mai 2020).
Edmond Picard, né le 30 mai 1893 à Bienne en Suisse et décédé le 19 décembre 1960 à Strasbourg, est un officier suisse proche du Général Henri Guisan, combattant volontaire dans l’armée française 1939-1945. Il a reçu la Croix du Combattant Volontaire 1939-1945. Il est diplômé de l’École Polytechnique Fédérale de Zürich (E.P.F.Z.), architecte, urbaniste, promoteur immobilier.
Il est le grand père de Dominique-France Picard et Jean-Louis Loeb-Picard.

## Biographie
Il est le fils d’un négociant en biens-fonds d’origine alsacienne, ayant quitté l’Alsace après la défaite de la Bataille de Sedan, afin de ne pas devenir prussien. Sa mère, Pauline Schwab était elle aussi d’origine alsacienne. Parmi ses petits-enfants, on trouve Dominique-France Picard et Jean-Louis Loeb-Picard. qui a poursuivi les activités professionnelles de son grand-père. Son arrière-petit-fils est Édouard-David Loeb-Picard, qui a également poursuivi les activités professionnelles familiales.
Officier Suisse proche du Général Guisan, il s’est engagé comme volontaire dans l’armée française, en 1939. Il était diplômé en architecture de l’École Polytechnique Fédérale de Zurich (E.P.F.Z.).
Il a reçu le Grand prix de l’Exposition internationale de 1929 à Barcelone, le Grand prix de l’Exposition Internationale de Liège en 1930, le Grand prix avec médaille d’or de l’Exposition de Londres en 1932, ainsi que la médaille d’or de l’Exposition Universelle de Paris en 1937. Il a été lauréat du Concours artisanal de Paris en 1937, et lauréat du groupement d’études et de coordination et de l’urbanisme souterrain de Paris (GECUS). Il a construit le pavillon du tabletier de l’Exposition Universelle de 1937 (Paris).
Il était trésorier de l’Ordre des Architectes de Province, Secrétaire et trésorier des Architectes-Experts près les Tribunaux, membre et trésorier de l’Académie d’Alsace. Dès les années 1930, Edmond Picard s’est efforcé, en coordination avec le Groupe d’Études et de Coordination de l’Urbanisme (GECUS) fondé par Édouard Utudjian, de convaincre les pouvoirs publics de la nécessité de descendre sous terre pour garer et faire circuler les voitures. Il a concouru à la construction des tunnels des Boulevards des Maréchaux ceinturant Paris, tel que le Tunnel de Saint Cloud, percé dans les années 1930 pour lier à Paris la première autoroute française (A13). Celui-ci était à l’origine composé de deux tubes de 900 mètres de long rendus caractéristiques par des parements en petits carreaux de faïence blanche, en partie disparus aujourd’hui.
Edmond Picard a conçu le Parking souterrain Kleber de la place Kléber, qui fut le tout premier parking souterrain projeté en France et qui a rencontré une forte opposition de citoyens qui ne voyaient pas la nécessité d’aménager des parkings souterrains. Un journaliste avait d'ailleurs écrit à ce sujet : « Edmond Picard, l’architecte qui veut nous faire descendre sous terre ! ». Il est parvenu à imposer son idée en arguant qu’en cas de guerre, ces parkings serviraient d’abris, ce qui a convaincu une population strasbourgeoise victime de trois guerres franco-allemande.
Dès les années 1925, il a fondé plusieurs cabinets d’architecture, notamment à Strasbourg et à Mulhouse et a concouru, après les deux dernières guerres mondiales, à la reconstruction de l’Est de la France, ravagé par ces deux guerres.
Il a construit en France et en Suisse des ouvrages militaires, hôtels, hôpitaux, casernes, usines et un grand nombre d’immeubles d’habitation et de bureaux. Il avait l’habitude de conserver tout ou partie des immeubles de bureaux ou d’habitation qu’il construisait en sa qualité d’architecte. Il se consacrait aussi, gracieusement, à la reconstruction d’églises détruites pendant la première guerre mondiale et dont il avait pris l’habitude de discuter de l’acoustique avec son concitoyen et ami le Docteur Albert Schweitzer (lequel était un fils de pasteur organiste) et des moyens les plus économiques de développer les bâtiments de l’hôpital de Lambaréné à Ogooué, aujourd’hui inscrit au patrimoine mondial de l’Unesco.